# Anna von Isenburg

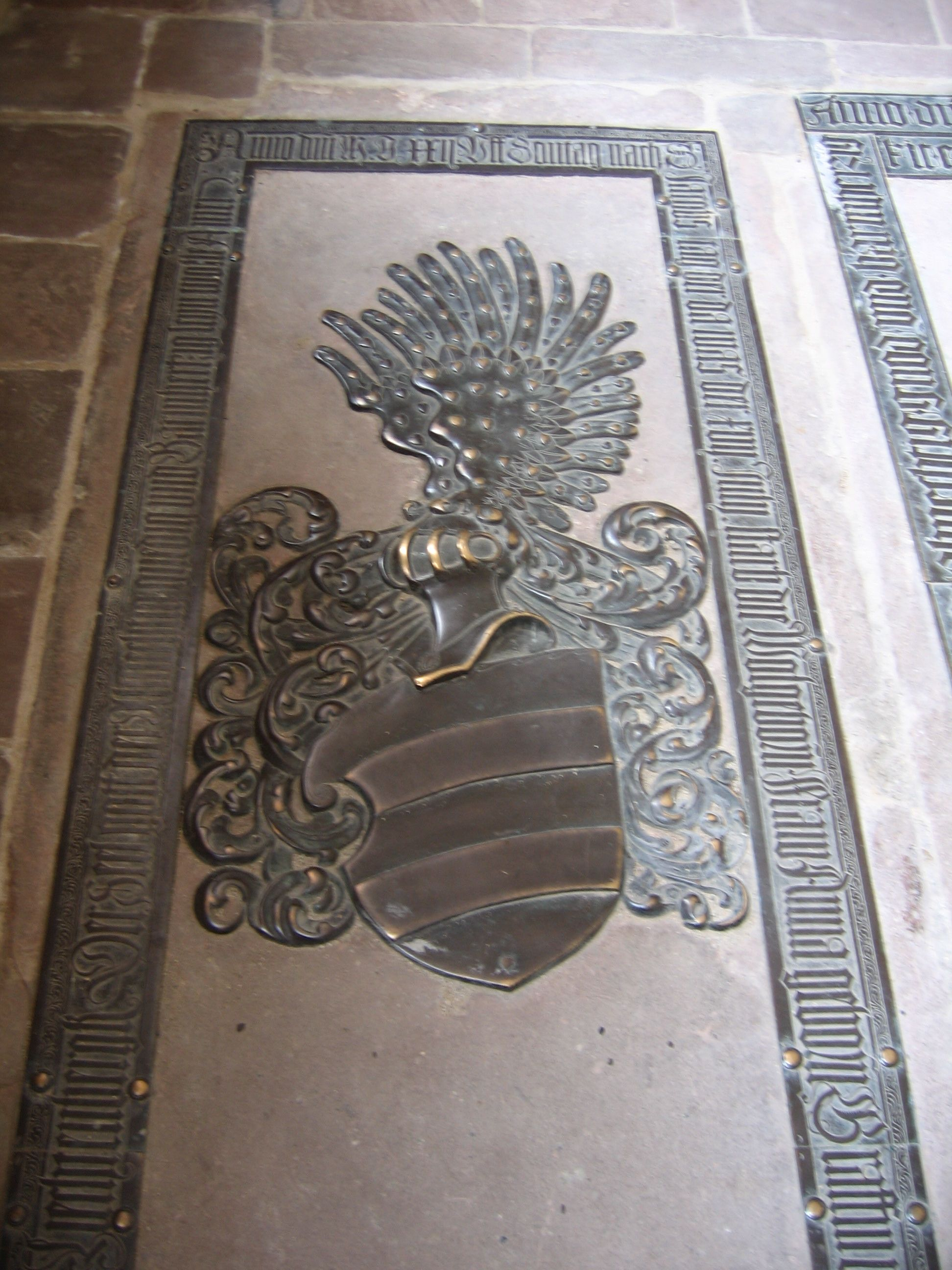
Grabplatte Annas von Isenburg in der Stadtkirche Babenhausen (Hessen)

Anna von Isenburg-Büdingen (* 1460; † 27. Juli 1522 in Babenhausen) war die Ehefrau des Grafen Philipp II. von Hanau-Lichtenberg. Sie war eine Tochter Ludwigs II. von Isenburg-Büdingen und der Gräfin Maria von Nassau-Wiesbaden.

## Leben
Die Heirat mit Philipp II. fand am 9. September 1480 statt, wozu eine päpstliche Dispens erforderlich war, da die Eheleute im vierten Grad miteinander verwandt waren. Anna brachte eine Mitgift in Höhe von 4500 fl. in die Ehe mit. Ihr Ehemann bestellte ihr ein Wittum in Höhe von 450 fl. aus den Einkünften von Schloss Schaafheim und überreichte ihr eine Morgengabe in Höhe von 1000 fl. Beide verzichteten gleichzeitig auf alle Rechte gegenüber der Herrschaft Büdingen.
Aus dieser Ehe gingen hervor:
1. Philipp III.
2. Anna (* 1485; † 11. Oktober 1559), Nonne im Kloster Marienborn
3. Margaretha (* 1486; † 6. August 1560, Babenhausen), Nonne im Kloster Marienborn
4. Ludwig (* 5. Oktober 1487, Buchsweiler; † 3. Dezember 1553, Willstätt), geistlich, unvermählt
5. Maria (* um 1488;[1] † 1526?), Äbtissin im Kloster Klarenthal 1512–1526
6. Amalie (* 7. Juni 1490, Buchsweiler; † 11. März 1552, Pfaffenhoffen), unvermählt, begraben in Neuweiler
7. Reinhard (* 19. Februar 1494, Klingenberg; † 12. Oktober 1537, Straßburg), Kanoniker in Straßburg, begraben in Neuweiler

Anna starb am 27. Juli 1522 und wurde in der Stadtkirche St. Nikolaus in Babenhausen beigesetzt. Ihre Grabplatte ist dort vor dem Hauptaltar erhalten.
Anna war eine Nichte von Diether von Isenburg, der 1459 bis 1461 und 1475 bis 1482 Erzbischof von Mainz war.